# تابستان کاستاریکایی
تابستان کاستاریکایی (به انگلیسی: Costa Rican Summer) یک فیلم کمدی آمریکایی به کارگردانی جیسون متهو در سال ۲۰۱۰ است. جولیانا گویل، سوسن وارد، دیوید چکاچی، پتر دانته و پاملا اندرسون از جمله بازیگران این فیلم هستند.این فیلم برای اولین بار در ۲۴ ماه مه ۲۰۱۰ منتشر شد.

## داستان
سه پسر با نام های کِلی، تِستی و دُبی برای کمک به کارلا، عمه کلی، که در متل خودش است به کاستاریکا میروند ...